# خاطرات لاک‌پشت
خاطرات لاک‌پشت (به انگلیسی: Turtle Diary) فیلمی محصول سال ۱۹۸۵ و به کارگردانی جان اروین است. در این فیلم بازیگرانی همچون گلندا جکسون، بن کینگزلی، ریچارد جانسون، مایکل گمبون، یرون کرابه، رزماری لیچ، النور برون، هریت والتر و نایجل هاثورن ایفای نقش کرده‌اند.